# Roseliane dos Santos
Roseliane dos Santos, conhecida como Roseliane ou simplesmente Rose, é uma ex-jogadora de voleibol indoor e de voleibol de praia.
Em 1987 jogou pela equipe do XV-Dedini de Piracicaba.
Foi medalhista de bronze nos Jogos Olímpicos de Barcelona 1992 jogando em dupla com Roseli Ana Timm na modalidade Voleibol de praia, duplas femininas, quando este esporte foi disputado como esporte de demonstração, nas areias de Almería.
Ainda em 1992, a dupla Roseli e Roseliane conquistou o terceiro lugar no circuito mundial de voleibol de praia, derrotando a dupla Isabel Salgado e Jaqueline Silva na disputa pelo bronze da etapa de Almería.
Ambas as competições de 1992 aconteceram concomitantemente. O Circuito Mundial de Voleibol de Praia de 1992 foi a sexta edição das séries internacionais de vôlei de praia organizadas pela Federação Internacional de Voleibol (FIVB) para o naipe masculino e a primeira edição para o naipe feminino.
Para a edição 1992, o Circuito incluiu 5 torneios masculinos (Sydney, Rio de Janeiro, Enoshima, Lignano e Almería) e 1 torneio feminino (Almería).
Os torneios de Almería ocorreram em paralelo com a Barcelona 1992, embora organizado pela FIVB, serviram como torneio de demonstração para que às vistas do COI fosse avaliada a possibilidade de incluir o esporte como disciplina no programa Olímpico, o que aconteceu oficialmente nos Jogos seguintes, na Atlanta 1996. .
Rose foi parceira e/ou contemporânea de outras pioneiras do vôlei de praia brasileiro como Marise Cavalcanti, Vera Mossa, Regina Uchôa, Gerusa Ferreira, Rejane Cannes, Magda Falcão, Adriana Samuel, Mônica Rodrigues, Shelda Bedê e Adriana Behar.